# الحروب البيزنطية الساسانية
الحروب البيزنطية الساسانية كذلك تعرف بالحروب الإيرانوبيزنطية تشير إلى سلسلة من الصراعات بين الإمبراطورية الرومانية الشرقية (البيزنطية) والسلالة الساسانية للإمبراطورية الفارسية. واستمرارًا للحروب الرومانية الفارسية، اشتمل الصراع على عدة حملات صغيرة ومعاهدات سلام تستمر لسنوات في كل مرة.